# بخش مونرو (شهرستان آلن، اوهایو)
بخش مونرو (به انگلیسی: Monroe Township) یک منطقهٔ مسکونی در ایالات متحده آمریکا است که در شهرستان آلن، اوهایو واقع شده‌است.
 بخش مونرو ۹۳٫۷ کیلومتر مربع مساحت و ۲٬۲۲۶ نفر جمعیت دارد و ۲۴۴ متر بالاتر از سطح دریا واقع شده‌است.